# Rob Gonsalves
Robert "Rob" Gonsalves (Toronto, Canadá, 10 de julio de 1959 - 14 de junio de 2017) fue un pintor canadiense de realismo mágico (surrealismo). Produjo obras originales, grabados de edición limitada e ilustraciones para sus propios libros. Su estilo estuvo inspirado por artistas como Salvador Dalí, Yves Tanguy, René Magritte o M. C. Escher.

## Biografía
Gonsalves nació en Toronto, Ontario. De adolescente, se inspiró en las portadas de discos de rock progresivo de grupos como Genesis, Yes y Gentle Giant. La fantasía y el surrealismo que desprendían las portadas de los álbumes le inspiraron. Su amor por el entorno urbano y la arquitectura victoriana se reflejó en sus primeros cuadros. Rob Gonsalves estudió Arquitectura en la Universidad Técnica Ryerson y aprendió a dominar la perspectiva. Esto se convirtió en un elemento importante en sus posteriores obras pictóricas. Asimismo, asistió durante un año al Ontario College of Art and Design.

## Carrera artística
En sus años posteriores a la universidad, Gonsalves trabajó a tiempo completo como arquitecto, pintando también murales con trampantojo y decorados teatrales. Tras una entusiasta acogida en 1990 en la Exposición de Arte al Aire Libre de Toronto (TOAF), Gonsalves pasó a dedicarse a la pintura a tiempo completo.
Aunque la obra de Gonsalves suele calificarse de surrealista, se diferencia de ella en que las imágenes están deliberadamente planificadas y son el resultado de un pensamiento consciente. Las ideas son generadas en gran medida por el mundo exterior e implican actividades humanas reconocibles, utilizando dispositivos ilusionistas cuidadosamente planificados. Gonsalves inyecta una sensación de magia en escenas realistas, de ahí que el término «realismo mágico» describa su obra con mayor precisión. Su obra es un intento de representar el deseo del ser humano de creer en lo imposible, de abrirse a la posibilidad.
Gonsalves ha realizado exposiciones en Nueva York, Los Ángeles, Atlanta y Las Vegas. En junio de 2003, la casa editorial estadounidense Simon & Schuster presentó en Norteamérica el primer libro recopilatorio de Gonsalves, titulado Imagine a Night y que incluye dieciséis pinturas. Tras el éxito de este primer tomo, se publicó un segundo libro en 2004 titulado Imagine A Day, por el que ganó el Premio del Gobernador General 2005 en la categoría de "Literatura Infantil - Ilustración". El tercer volumen de la colección, Imagine a place, fue lanzado en 2008, y la cuarta parte, Imagine a World, en septiembre de 2015.

## Muerte
Gonsalves sufría una enfermedad mental y acabó con su vida el 14 de junio de 2017. Su página oficial de Facebook decía en parte «Rob Gonsalves luchó contra la oscuridad pero sucumbió el 14 de junio.» Le sobrevivieron su esposa y una amplia familia. Compañera artista y viuda, Lise Carruthers organizó un esfuerzo para preservar su legado en 2018. En 2019, se instaló un pedestal de granito negro de cuatro pies de altura en su tumba en el cementerio Toronto Necropolis. Cada lado del pedestal presentaba una reproducción en porcelana diferente de un cuadro de Gonsalves.